# سیگوریون کیارتانشون
سیگوریون کیارتانشون (ایسلندی: Sigurjón Kjartansson؛ زادهٔ ۲۰ سپتامبر ۱۹۶۸) موسیقی‌دان، خواننده، کمدین، فیلم‌نامه‌نویس، بازیگر، تهیه‌کننده تلویزیونی و کارگردان فیلم اهل ایسلند است.
از فیلم‌ها یا برنامه‌های تلویزیونی که وی در آن نقش داشته‌است، می‌توان به کوه باکره، رؤیای ایسلندی، به‌دام‌افتاده و کاتلا اشاره کرد.